# Hành trình của Moana 2
Hành trình của Moana 2 (tên tiếng Anh: Moana 2) là bộ phim hoạt hình của Hoa Kỳ thuộc thể loại nhạc kịch kỳ ảo và hành động-phiêu lưu được sản xuất bởi Walt Disney Animation Studios và do Walt Disney Pictures phát hành. Đây là tác phẩm thứ hai của loạt phim Moana và đồng thời cũng là phần hậu truyện của Hành trình của Moana (2016). Phim sẽ do Dave Derrick Jr. chỉ đạo (đây cũng là bộ phim đạo diễn đầu tay của anh) và được sản xuất bởi Osnat Shurer.
Hành trình của Moana 2 ban đầu được dự tính sẽ phát triển thành một bộ phim truyền hình vào năm 2020 với kế hoạch sẽ được phát trực tuyến trên nền tảng Disney+. Tuy nhiên vào tháng 2, 2024, kế hoạch đã được thay đổi thành một bộ phim hậu truyện chiếu rạp. Shurer đã xác nhận sẽ quay lại với vai trò nhà sản xuất, bên cạnh Derrick trong vị trí đạo diễn giúp anh trở thành người Samoa đầu tiên đạo diễn một bộ phim của Walt Disney Animation Studios. Ngoài ra, Mark Mancina và Opetaia Foa'i, nhà soạn nhạc kiêm đồng viết lời từ phần phim đầu tiên cũng xác nhận sẽ trở lại tiếp tục soạn nhạc cho phần hậu truyện này, trong khi Abigail Barlow và Emily Bear sẽ được thuê để viết các bài hát cho phim, thay thế cho Lin-Manuel Miranda từ phần phim trước.
Hành trình của Moana 2 sẽ được công chiếu tại Hoa Kỳ vào ngày 27 tháng 11, 2024.

## Tiền đề
Sau khi nhận được những lời gọi bất ngờ từ những tổ tiên xa xôi đang tìm đường trở về của mình, Moana buộc lòng phải tiếp tục phiêu lưu đến vùng biển xa xôi của Châu Đại Dương và dấn thân vào vùng đại dương sâu thăm và nguy hiểm đã thất lạc từ lâu để thực hiện một hành trình không giống bất kỳ thứ gì mà cô từng đối mặt trước đây.

## Sản xuất

### Phát triển
Vào ngày 10 tháng 12, 2020, Giám đốc Sáng tạo của Walt Disney Animation Studios, Jennifer Lee đã chia sẻ rằng một bộ phim truyền hình nhạc kịch với tựa đề Moana dựa trên bộ phim cùng tên năm 2016 đang được phát triển cho Disney+. Ngày 4 tháng 8, 2021, có thông báo về việc Osnat Shurer sẽ quay lại để đảm nhận vai trò nhà sản xuất phim. Vào ngày 21 tháng 1 năm 2022, họa sĩ kịch bản của Moana là David Derrick Jr. thông báo rằng anh sẽ đạo diễn cho bộ phim truyền hình này và chính thức trở thành người Samoa đầu tiên đạo diễn một dự án của Walt Disney Animation Studios. Theo lời chia sẻ của Jared Bush, biên kịch của phần hậu truyện này và bộ phim gốc, dự án phim truyền hình này đang được phát triển song song với một bộ phim Moana được chuyển thể người đóng.
Vào tháng 2, 2024, CEO của Disney, ông Bob Iger đã thông báo rằng bộ phim truyền hình sẽ chính thức được làm lại để trở thành một bộ phim điện ảnh chiếu rạp.

### Đồ họa hoạt hình
Phần đồ họa hoạt hình của phần phim này sẽ được xứ lý tại hãng phim tại Vancouver của Walt Disney Animation Studios, trong khi quá trình tiền kỳ và phát triển cốt truyện sẽ được tiến hành tại phân khu Burbank của hãng. Và đây cũng là dự án đầu tiên được thực hiện tại chi nhánh Vancouver.

### Âm nhạc
Mark Mancina và Opetaia Foa'i, nhà soạn nhạc kiêm đồng viết lời từ phần phim đầu tiên cũng xác nhận sẽ trở lại tiếp tục soạn nhạc cho phần hậu truyện này, trong khi Abigail Barlow và Emily Bear sẽ được thuê để viết các bài hát cho phim, thay thế cho Lin-Manuel Miranda từ phần phim trước.

## Phát hành
Hành trình của Moana 2 sẽ được công chiếu tại Hoa Kỳ vào ngày 27 tháng 11, 2024. Trước đó, bộ phim được dự kiến sẽ được phát triển thành một bộ phim truyền hình phát sóng độc quyền trên Disney+ vào năm 2024, thay vì năm 2023 như dự kiến ban đầu.